# Saint Andrews Beach
Saint Andrews Beach är en del av en befolkad plats i Australien. Den ligger i kommunen Mornington Peninsula och delstaten Victoria, omkring 68 kilometer söder om delstatshuvudstaden Melbourne. Antalet invånare är 1 138.
Närmaste större samhälle är Rye, nära Saint Andrews Beach. 
Runt Saint Andrews Beach är det ganska tätbefolkat, med 129 invånare per kvadratkilometer. Genomsnittlig årsnederbörd är 939 millimeter. Den regnigaste månaden är juni, med i genomsnitt 128 mm nederbörd, och den torraste är januari, med 44 mm nederbörd.